# 天山鹤虱
天山鹤虱（学名：Lappula tianschanica）为紫草科鹤虱属的植物。分布在俄罗斯以及中国大陆的新疆等地，生长于海拔1,800米的地区，一般生于山地草坡。

## 变种
- 阿尔泰鹤虱（学名：Lappula tianschanica var. altaica）为紫草科鹤虱属天山鹤虱的变种。分布于中国大陆的新疆等地，生长于海拔2,500米的地区，常生长在山地草坡。
- 细枝鹤虱（学名：Lappula tianschanica var. gracilis）是紫草科鹤虱属天山鹤虱的变种。分布在中国大陆的新疆等地，生长于海拔2,500米的地区，多生在山地草坡。